# Dmytro Wełykanowycz
Dmytro Wełykanowycz, Dymitr Wełykanowicz, ukr. Дмитро Великанович (ur. 21 września 1884 w Ruzdwianach, zm. po 7 kwietnia 1945 w ZSRR) – ukraiński działacz społeczny, nauczyciel, polityk, poseł na Sejm w II RP.

## Życiorys
Będąc nauczycielem pracował jako kierownik szkoły powszechnej. Działał również w organizacjach szkolnych. Był jednym z twórców Związku Nauczycielstwa Ukraińskiego. Członek Komitetu Centralnego Ukraińskiego Zjednoczenia Narodowo-Demokratycznego (UNDO). Mieszkał we Lwowie.
Był posłem na Sejm 4 kolejnych kadencji:
- w II kadencji (1928–1930) – został wybrany w okręgu nr 52 (powiaty: stryjski, drohobycki, turczański, skolski, doliński i kałuski) – w czasie tej kadencji należał do Ukraińsko-Białoruskiego Klubu Sejmowego
- w III Kadencji (1930–1935) – należał do Klubu Ukraińskiego
- w IV kadencji (1935–1938) – został wybrany z listy państwowej 47 743 głosami z okręgu nr 68 (powiaty: kałuski, rohatyński i doliński)[1]
- w V kadencji (1938–1939) – spoza listy OZN[2]

W latach 1938–1939 sekretarz Ukraińskiej Reprezentacji Parlamentarnej.
Po agresji ZSRR na Polskę, w 1940 roku deportowany przez NKWD z rodziną do Kazachstanu, w okolice Akmolińska. 25 grudnia 1944 aresztowany przez NKWD, 7 kwietnia 1945 skazany na śmierć, rozstrzelany.
Zrehabilitowany postanowieniem prokuratury generalnej Kazachstanu 18 lipca 1998.
Jego syn Jurij Wełykanowycz, działacz KPZU, zginął w 1938 w czasie wojny domowej w Hiszpanii jako żołnierz Brygad Międzynarodowych. W okresie ZSRR otoczony oficjalnym kultem – w 1982 we Lwowie odsłonięto jego pomnik i nazwano ulicę, przemianowaną po uzyskaniu niepodległości przez Ukrainę w 1991.